# Malu (lied)
Malu is een lied van de Nederlandse rapper Jebroer in samenwerking met de Nederlandse rapper Gers Pardoel. Het werd in 2018 als single uitgebracht.

## Achtergrond
Malu is geschreven door Gers Pardoel en Tim Kimman en geproduceerd door Pardoel. Het is een nummer uit het genre nederhop. Het lied is geschreven voor Malu, de schoonzus van Jebroer, die het syndroom van Down heeft, maar toch positief in het leven staat. Deze positiviteit wilde Jebroer vastleggen in een lied om deze uit te stralen aan anderen. Het is de eerste keer dat de twee artiesten met elkaar samenwerken, die naar eigen zeggen goede vrienden van elkaar zijn.
De muziekvideo is opgenomen in een villawijk en in de video zijn leden van de schoonfamilie van Jebroer te zien, inclusief Malu zelf.

## Hitnoteringen
De artiesten hadden weinig succes met het lied in de Nederlandse hitlijsten. De Single Top 100 werd niet bereikt en er was ook geen notering in de Top 40. Bij laatstgenoemde was er wel de vijfde plaats in de Tipparade.